# بطروجی (دهانه)
بِطروجی یک دهانه برخوردی در ماه است. این دهانه به نام ابواسحق بطروجی، ستاره‌شناس اندلسی نام‌گذاری شده‌است.

## دهانه‌های اقماری
این دهانه ۱۱ دهانه اقماری دارد.
| Alpetragius | عرض جغرافیایی | طول جغرافیایی | قطر          |
| ----------- | ------------- | ------------- | ------------ |
| C           | ۱۳٫۷° S       | ۶٫۱° W        | ۲٫۰ کیلومتر  |
| B           | ۱۵٫۱° S       | ۶٫۸° W        | ۱۰٫۰ کیلومتر |
| G           | ۱۸٫۲° S       | ۶٫۵° W        | ۱۲٫۰ کیلومتر |
| H           | ۱۸٫۰° S       | ۶٫۰° W        | ۵٫۰ کیلومتر  |
| J           | ۱۸٫۰° S       | ۵٫۷° W        | ۴٫۰ کیلومتر  |
| M           | ۱۶٫۵° S       | ۳٫۲° W        | ۲۴٫۰ کیلومتر |
| N           | ۱۶٫۷° S       | ۳٫۸° W        | ۱۱٫۰ کیلومتر |
| U           | ۱۷٫۷° S       | ۵٫۱° W        | ۱۴٫۰ کیلومتر |
| W           | ۱۷٫۹° S       | ۶٫۰° W        | ۲۷٫۰ کیلومتر |
| V           | ۱۸٫۱° S       | ۵٫۸° W        | ۱۷٫۰ کیلومتر |
| X           | ۱۵٫۶° S       | ۵٫۷° W        | ۳۲٫۰ کیلومتر |